# The Walking Dead: Rise of the Governor
The Walking Dead: Rise of the Governor este un roman de groază post-apocaliptic scris de Robert Kirkman și Jay Bonansinga. Romanul se bazează pe seria de benzi desenate The Walking Dead creată și desenată de Robert Kirkman. Romanul explorează povestea unuia dintre cele mai infame personaje, Guvernatorul. Rise of the Governor este prima carte dintr-o trilogie programată de romane. Romanul a apărut la 11 octombrie 2011 și a avut în general critici favorabile.